# Whisky a Go Go

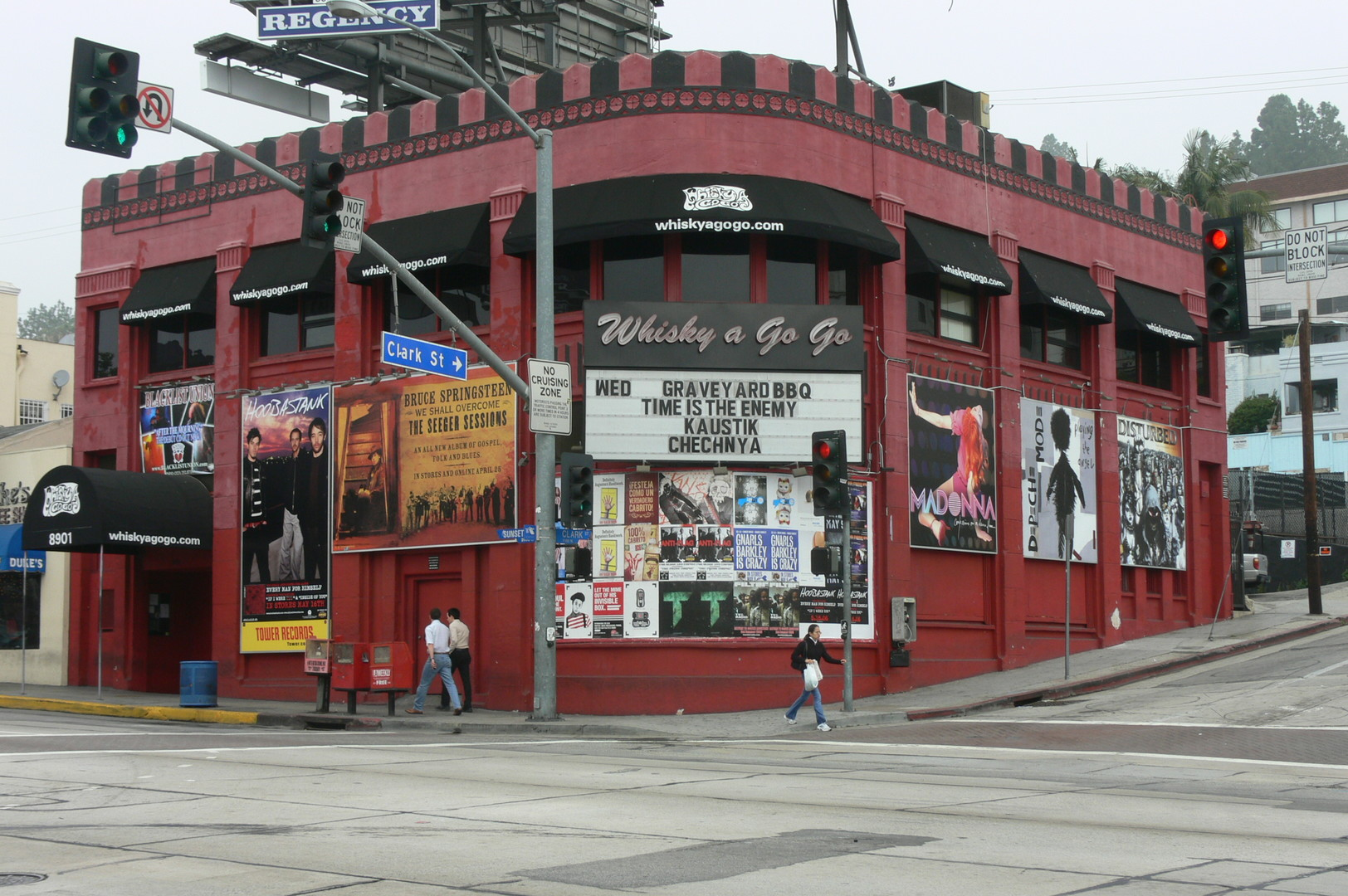
Klub Whisky a Go Go

Whisky a Go Go – klub nocny w West Hollywood w Kalifornii w Stanach Zjednoczonych mieszczący się przy ulicy Sunset Boulevard pod nr 8901. 
Klub został otwarty w 1964 roku. Jego założycielami byli Elmer Valentine (1923-2008), Phil Tanzini, Shelly Davis oraz Theodore Flier. W 2006 roku klub został włączony do Rock and Roll Hall of Fame.